# 8631 Sherikboonstra
8631 Sherikboonstra este o planetă minoră (asteroid) din {{safesubst:#if:Format:Centura de asteroizi. A fost descoperită pe 2 martie 1981 la Observatorul Siding Spring de Schelte J. Bus. 
Obiectul prezintă o orbită caracterizată de o semiaxă mare de 2,2561629 UAi, o excentricitate de 0,03, o înclinație de 5,97863 ° în raport cu ecliptica.